# Ron Lapointe-trófea
A Ron Lapointe-trófea egy díj a QMJHL-ben (mely egy junior jégkorongliga Kanadában). A trófeát a szezon végén ítélik oda a legjobbnak tartott edzőnek. A trófeát Ron Lapointe-ról nevezték el.

## A díjazottak
Megjegyzés: a vastagon szedett nevek a Brian Kilrea Coach of the Year Awardot is elnyerték.
| Szezon    | Edző                | Csapat                       |
| --------- | ------------------- | ---------------------------- |
| 2013–2014 | Eric Veilleux       | Baie-Comeau Drakkar          |
| 2012–2013 | Dominique Ducharme  | Halifax Mooseheads           |
| 2011–2012 | Jean-Francois Houle | Blainville-Boisbriand Armada |
| 2010–2011 | Gerard Gallant      | Saint John Sea Dogs          |
| 2009–2010 | Gerard Gallant      | Saint John Sea Dogs          |
| 2008–2009 | Danny Flynn         | Moncton Wildcats             |
| 2007–2008 | Pascal Vincent      | Cape Breton Screaming Eagles |
| 2006–2007 | Clément Jodoin      | Lewiston MAINEiacs           |
| 2005–2006 | André Tourigny      | Rouyn-Noranda Huskies        |
| 2004–2005 | Richard Martel      | Chicoutimi Saguenéens        |
| 2003–2004 | Benoit Groulx       | Gatineau Olympiques          |
| 2002–2003 | Shawn MacKenzie     | Halifax Mooseheads           |
| 2001–2002 | Réal Paiement       | Acadie-Bathurst Titan        |
| 2000–2001 | Denis Francoeur     | Shawinigan Cataractes        |
| 1999–2000 | Doris Labonté       | Rimouski Océanic             |
| 1998–1999 | Guy Chouinard       | Québec Remparts              |
| 1997–1998 | Guy Chouinard       | Québec Remparts              |
| 1996–1997 | Clément Jodoin      | Halifax Mooseheads           |
| 1995–1996 | Jean Pronovost      | Shawinigan Cataractes        |
| 1994–1995 | Michel Therrien     | Laval Titan Collège Français |
| 1993–1994 | Richard Martel      | Saint-Hyacinthe Laser        |
| 1992–1993 | Guy Chouinard       | Sherbrooke Faucons           |